# توني دالي (لاعب اتحاد الرغبي)
توني دالي (بالإنجليزية: Tony Daly)‏ هو لاعب اتحاد الرغبي أسترالي، ولد في 7 مارس 1966 في سيدني في أستراليا.

## وصلات خارجية
- توني دالي عل موقع إسبنسكروم (الإنجليزية)